# 최충헌
최충헌(崔忠獻, 1149년~1219년 10월 29일 (음력 9월 20일))은 고려 시대 중기 ~ 후기의 무신이자 군인, 정치인이다. 최씨 정권의 첫 번째 지도자이다. 본관은 우봉(牛峰)이며 초명은 최난(崔鸞)이고 시호는 경성(景成)이다.
1196년부터 1219년까지 23년 동안 고려 왕조의 실권을 맡았다. 최씨 정권을 연 첫 권력자이자 장군이다.
이의민을 제거하고 집권한 다섯번째 무인 집권자였으며, 무신 세습 정권을 구축하였다. 이후 경쟁자 두경승과 동생 최충수, 조카 박진재를 모두 제거한 뒤 일인 집권체제를 구축했고, 집권 기간 중 국왕인 명종과 희종을 폐위시켰다. 1209년 학자 이규보를 발탁, 무신정권으로 피폐해진 문운(文運)을 재흥시키려고 힘썼는데, 청교역(靑郊驛)의 관리들의 자기네 부자살해 미수사건이 생기자 영은관에 교정도감(敎定都監)을 설치, 실질적인 무인정권의 중앙기관으로서 국정 전반을 감독케 했다. 본부인이 있는 상태에서 강종의 서녀인 왕씨와 결혼하여 부마의 직책까지 겸했다. 사후 조선에서 쓴 고려사, 고려사절요에 의해 반역자로 격하당했다.
강종의 서녀사위이자 고종의 서매부이고, 원종에게는 고모부이자 처외증조부가 된다. 정순왕후의 외증조부이자 충렬왕의 외외고조부였다. 또한 수성택주 임씨와 사위 임효명(이칭 임효순)을 통해 의종, 명종, 신종의 모후 공예왕후와도 사돈이 된다.

## 생애

### 생애 초반

#### 출생과 가계
최충헌은 개성 우봉(牛峯)에서 상장군 증 문하시중 최원호(崔元浩)의 아들로 태어났다. 그의 선대는 미상으로 그의 선조로는 아버지 최원호만이 이름이 전한다. 그러나 일제강점기 초에 발견되어 1918년 처음 공개된 최충헌 묘지명에 의해 할아버지 최정현(崔貞現)과 증조부 최주행(崔周幸)의 이름이 알려졌다. 조부 정현과 증조부 주행의 관직은 전하지 않지만 모두 최충헌 집권 후 수태사 개부의동삼사 중서령 상장군(守太師 開府儀同三司 中書令 上將軍)에 증직되었다.
어머니는 진강국대부인 유씨(晉康國大夫人 柳氏)로 진강국대부인은 그가 집권한 후에 추서된 작위이며, 외할아버지는 금자광록대부 중서령 상장군(金紫光祿大夫 中書令 上將軍) 유정(柳挺)이다. 몇명의 외삼촌이 있었는데 그 중 한명은 유숙(柳淑)으로 그의 누나 혹은 여동생으로 추정되는 우봉최씨와 결혼하였다. 초명이 난(鸞)이고, 나중에 충헌으로 고쳤다. 아래로 동생 최충수와 여동생 1인, 그리고 누나 혹은 여동생인지 불분명한 누이 1명이 있는데 이는 외삼촌 유숙에게 시집갔다.

#### 초기 활동
그는 일찍이 음보로 관직에 올라 양온령(良醞令)이 되고, 성릉직(成陵直)이 되었다가 위위시주부(衛尉侍注簿)로 승진했다가 다시 흥위위 보승산원(興威尉 保勝散員)으로 전임되었다.
1174년(고려 명종 4년) 무인 집권에 반발한 조위총의 난이 벌어지자, 조위총의 난을 진압하는 데 출정하여 큰 공로를 세워 그해 전봉별초(戰鋒別抄)를 설치할 때 별초도령(別抄都令)에 올랐으며, 뒤에 섭장군이 되었다. 이후 본위별장(本衛別將)이 되었다가, 1176년(명종 6) 지안동부사부사(知安東府事副使)로 나갔다 1180년(명종 10년)에 응양부 섭낭장(鷹揚府 攝郞將)을 거쳐 1181년 응양부 낭장이 되었다.
1187년 용호군 섭중랑장(龍虎軍 攝中郞將), 1188년 용호군 중랑장이 되었다. 1193년 겨울 감문위중랑장 본위차장군(監門衛中郞將 本衛借將軍)을 거쳐 1194년 감문위 섭장군이 되었다. 1195년 여름 좌우위정용 섭장군이 되었다.

### 쿠데타와 이의민 제거
하루는 이지영(李至榮)의 하인이 아우 최충수의 집에서 키우던 비둘기를 훔쳤다. 최충수가 이지영을 찾아가 비둘기를 돌려달라고 하자, 이지영은 최충수를 묶고 그의 볼기를 때린 뒤 이틀 간 가두었다. 억울함에 못 이긴 최충수가 자신을 찾아와 그의 권유로 함께 이의민과 그의 세 아들들을 제거할 계획을 세운다. 결국 1196년(명종 26) 음력 4월 8일, 먼저 당시 정권을 잡고 있던 이의민을 미타산에 있는 그의 별장(別莊)을 습격하여 죽인 뒤에 그 머리를 저자에 효수케 하는 한편, 장군 백존유를 찾아가 군사를 모아 먼저 이의민의 아들 지순(至純)·지광(至光)이 거느린 가병을 물리쳤다. 당시 보제사에서 봄놀이를 하던 명종이 이 소식을 듣고 허둥지둥 궁궐로 돌아와 최충헌에게 정권을 넘겼다. 이후 최충헌은 남은 이의민의 심복들을 모두 처치하였으며, 숨어 있던 이지영은 장군 한휴가 찾아 내어 죽였다.
그의 숙청 공작은 자못 철저하여 그를 제거하려던 승려들의 반란이 있자 평장사 권절평(權節平)·손석(孫碩)·대장군 이경유(李景儒) 등과 참지정사 이인성(李仁成)·상장군 강제(康濟)·승선 문적 등 36명이 딴 뜻을 품고 있다 하여 3월을 전후해서 모두 잡아 인은관에 유폐한 뒤 죽였고, 또 이의민 시기의 무인 실력자였던 두경승을 숙청한 뒤 판위위사(判衛尉使) 최광원(崔光遠)·소경(小卿) 권신(權信)·장군 권식(權湜)·두응룡(杜應龍) 등을 귀양 보냈다.
최충헌은 두경승의 사위인 장군 류삼백을 매수하여 두경승을 유인한 뒤 체포하여 자연도로 유배를 보낸다. 1197년 9월 최충헌은 왕을 폐하려 저잣거리에 병사를 다스려 정돈하며 의논할 일을 맡긴다며 류삼백을 시켜 두경승을 유인하여 체포, 두경승은 자연도(紫燕島)에 유배했고, 두경승의 사위 장군 류삼백(柳森栢)을 반역을 한다고 의심하여 스스로 목을 찔러 죽게 했으며, 류삼백의 부친 류득의(柳得義)는 남쪽 변방에 유배했다. 고려사에 의하면 두경승은 섬에 있으며 근심하고 분해 피 토하고 졸했는데 혹 이르길 두경승은 금이 있어 그 종이 훔치려 몰래 독살했다.
이와 같이 그의 정적을 제거한 뒤에 명종에게 10조목의 봉사(封事)를 올려(봉사십조), 그릇된 정치의 시정과 함께 임금의 반성을 촉구하였다. 이 봉사는 당시의 폐단을 적절히 나타낸 것으로서 그의 이런 정치적인 식견은 정중부·이의방·이의민 등에게서는 찾아볼 수 없었다. 그가 군웅을 물리치고 오랫동안 정권을 장악할 수 있었음도 이런 장점을 지녔기 때문이었다.

### 최충헌의 집권과 고려 명종 폐위
이어 명종의 측근을 몰아내고 추밀원좌승선(樞密院左承宣)과 어사대지사(御史臺知事)를 겸하였으며, 바로 감문위 섭대장군(監門衛攝大將軍)이 되었다가 다시 좌우위 섭대장을 거쳐 다시 추밀원좌승선이 되어 지예부사 겸 어사대지사 태자첨사(知禮部事 兼 御史臺知事 太子詹事)를 겸하였다. 이듬해인 1197년(명종 27) 충성좌리공신(忠誠佐理功臣)에 봉해졌다. 그러나 왕이 봉사십조를 이행하지 않고 최충헌의 신변을 위협하게 되자 창락궁에 유폐시키고, 평량공(平凉公) 민(旼)을 옹립하니, 그가 신종이다. 이에 최충헌은 임금에게 말하여 다시 명종 때의 근신을 모두 내쫓아 정권은 완전히 최씨 일가에서 독차지하게 되었고, 정국공신 삼한대광대중대부 상장군주국에 책봉되었다.
최충수가 그의 딸을 태자(뒷날의 희종)의 비로 삼으려 임금에게 강요하고 태자의 본비를 내보내므로 그는 이에 반대하여, 드디어 무력 충돌에까지 이르러 최충수를 살해하였다. 이는 신종이 옹립된 다음 달의 일인데, 이로써 본래는 그의 아우 충수와 나누어 가졌던 군국(軍國)의 대권을 독점하기에 이르렀다.

### 반란 진압과 집권 강화
1198년(신종 1) 5월, 자신의 가노인 만적이 연복, 성복, 소삼, 효삼, 미조이, 김윤성 등과 함께 개경 북산에서 나무를 하다가 왕후장상(王侯將相)의 씨는 따로 있는 것이 아니라며 그들과 반란을 모의하였다. 그러나 거사일에 흥국사에 모인 노비는 수백 명밖에 되지 않았다. 어쩔 수 없이 만적이 거사일을 연기하자, 율학박사 한충유의 종 순정이 주인에게 거사 계획을 누설하고,다시 한충유가 자신에게 밀고하면서 만적 등 100여 명을 붙잡아 강에 수장시켜버렸다. 이후 최충헌은 한충유에게 합문지후의 벼슬을 내렸고, 순정의 공로도 인정하여 그에게 백금 80냥을 주고 그를 면천시켰다.
1199년 병부상서(兵部尙書)와 이부지사(吏部知事)를 겸해 군권과 조정인사권을 장악했다. 같은 해 다시 김준거의 난을 토벌하고, 1200년(신종 3년) 그를 처치하려는 음모가 자주 발생하자 경대승이 두었던 도방을 다시 설치하여 신변을 보호하였다. 1202년 삼중대광(三重大匡) 수대위상주국(守大尉上柱國)이 되었다. 추밀원사·이병부상서·어사대부로서 경주 별초군(慶州別抄軍)의 반란을 진압했다.
1204년 신종에게 강제로 양위를 강요하여 태자(희종)에게 왕위를 양위케 하였고, 최충헌은 문하시랑동중서, 문하평장사, 상장군상주국, 병부어대판사, 태자태사 등에 책봉되었다. 희종은 그를 신하의 예로서 대하지 않고, 은문상국(恩門相國)이라 하였다. 얼마 뒤에 문하시중 진강후(晋康候)가 되었으며, 진강군(晋康郡)을 식읍으로 받았다.
1209년 학자 이규보를 발탁하여 무신정권으로 피폐해진 문화를 중흥시키려고 힘썼다. 그해 4월 청교역(靑郊驛)의 관리들의 최씨 부자 살해 미수 사건이 생기자 영은관에 교정도감을 설치하여 혐의자를 색출하기도 하였는데, 실질적인 무인정권의 중앙기관으로서 국정 전반을 감독케 했다. 이 도감은 뒤에 최씨 일문이 무단정치를 함에 한동안 일본의 막부와 같은 구실을 하였다. (미나모토노 요리토모 내용 참조)

#### 고려 희종 폐위
1211년 12월, 희종이 그의 권세에 눌려 항상 불안한 생활을 하자 내시 왕준명이 중심이 되어 참지정사 우승경(于承慶)·장군 왕익(王翊), 홍적 등과 함께 그를 꾀어 죽이려 했으나 실패하였다. 그 뒤, 희종과 태자를 폐하고, 명종의 아들인 한남공 정(貞)을 옹립하여 즉위시켰다. 1212년 그의 식읍이 진강부로 변경됨과 동시에 공신에 책봉되고, 1213년 강종이 왕위에 즉위한 지 3년 만에 죽자, 태자 진(瞋)을 세우니 이가 곧 고종이다. 1217년 다시 자신을 암살하려는 흥왕사 승려들의 음모를 적발·처형하였다.
그는 이와 같이 일생중에 신종·희종·강종·고종의 네 임금을 자기 마음대로 행함으로써 최씨 무신정권의 기반을 확고히 하였다.

### 생애 후반
최충헌에게는 두 아들인 우와 향이 있었다. 만년에 병석에 누운 최충헌은 두 형제 간에 권력 다툼이 일어날 것을 염려하여 자신의 곁에서 돌보던 아들 최이(최우)를 가까이 오지 못하게 하였다. 최이(최우) 역시 이후 병을 핑계로 아버지를 찾지 않았다. 차남인 최향의 벼슬이 장남인 최이보다 높았으나, 최우가 최향의 부하들을 죽이고, 뒤로 무신정권을 잡았다.
최충헌의 관직을 종합하면 벽상삼한삼중대광 개부의동삼사 수태사 문하시랑 동중서문하평장사 상장군 상주국 판병부어사대사 태자태사
(壁上三韓三重大匡 開府儀同三司 守太師 門下侍郞 同中書門下平章事 上將軍 上柱國 判兵部御史臺事 太子太師)이다.
1219년 9월에 개성부 안흥리(安興里) 집에서 사망했는데, <고려사>에 의하면 그는 죽기 전 연회를 열다가 죽었다고 기록하고 있다.

### 사후
1219년 12월 24일 개성부의 봉황산(鳳凰山) 서남쪽 기슭에 매장되었다.
그의 장례식은 고려의 임금의 장례식과 다를 바 없었다 한다. 사후 4대에 걸쳐 최씨 무신정권의 세습 권력을 닦았으나, 고려멸망 후 조선에서 편찬한 <고려사>와 <고려사절요> 반역 열전에 길게 실렸다.
최충헌 묘지명에 의하면 공신호와 관직 시호는 다음과 같다.
'벽상삼한 삼중대광 익성정국 동심좌명 치리우모 일덕안사 제세희재 찬화협보 익량상즙 주번한주당경 광찬우익 복벽재조 격천관일 늑정기상 문경호위 향리조안 선기촉물 전주결승 한광한림 악강천수 평형보아 정전획일 금려갱매 연사득체 선▨명▨ 질진타초 대외소회 반국정세 제뇌인사 보상광구 총관 ▨사 종덕화민 계옥재성 제천보곤 섭리미륜 촉유정원 공신 특진 금자광록대부 수태사 개부의동삼사 중서령 상주국 상장군 판어사대사 식읍일만호 식실봉이천호 진강공 증시 경성
壁上三韓 三重大匡 翊聖靖國 同心佐命 致理訏謨 逸德安社 濟世熙載 贊化夾輔 翼亮商楫 周藩漢柱唐鏡 光贊羽翼 復辟再造 格天貫日 勒鼎紀常 文經虎緯 嚮理措安 先機燭物 轉籌決勝 寒纊旱霖 嶽降天授 平衡保阿 定典畫一 金礪羹梅 練事得體 先▨明▨ 叱秦吒楚 大畏小懷 磐國鼎世 帝ꜹ人師 輔相匡救 摠管▨事 種德和民 啓沃裁成 濟川補袞 燮理■綸 燭幽定遠 功臣 特進 金紫光祿大夫 守太師 開府儀同三司 中書令 上柱國 上將軍 判御史臺事 食邑一萬戶 食實封二千戶 晋康公 贈諡 景成

## 가족 관계
선계는 미상이었으나 일제강점기에 발견된 최충헌 묘지명에는 그의 할아버지 최정현과 증조부 최주행의 이름이 등장한다. 최정현과 최주행의 관직은 나타나있지 않지만 사후 모두 최충헌이 집권하면서 수태사 개부의동삼사 중서령 상장군(守太師 開府儀同三司 中書令 上將軍)에 추증되었다 한다.
- 증조부 : 최주행(崔周幸)
- 조부 : 최정현(崔貞現)
- 아버지 : 최원호(崔元浩) 상장군 역임[12]
- 어머니 : 진강국대부인 류씨(晉康國大夫人 柳氏)
  - 친동생 : 최충수(崔忠粹, 1151~1197)
  - 친누이 : 우봉 최씨(牛峰崔氏), 외삼촌 류숙과 결혼하였다.
  - 매부 : 류숙(柳淑), 외삼촌이기도 하다.
  - 누이 : 우봉 최씨(牛峰崔氏), 박진재의 어머니
    - 조카 : 박진재(朴晉材, 1166~1207)
- 부인 : 송씨(松氏)[10], 상장군(上將軍) 송청의 딸
  - 장남 : 최우(崔瑀, 1166~1249)
  - 며느리 :  변한국대부인(卞韓國大夫人) 하동 정씨(河東 鄭氏, ? ~ 1231) 정숙첨(鄭叔瞻)의 딸
    - 손녀 : 우봉 최씨((牛峰崔氏)

  - 후 며느리 : 대씨부인(大氏夫人, ? ~1251) - 대집성(大集成, ? ~1236)의 딸이며 과부 출신, 그녀의 전 남편 오씨는 대몽항쟁 때 전사하였다. 최항(崔沆, 1209~1257)에 의해 독살당한다.
    - 양 손자 : 오승적(吳承績, ? ~1251) - 대씨와 그녀의 전 남편인 오씨 사이에 태어난 아들, 최항(崔沆, 1209년 ~ 1257년)에 의해 무참히 살해당한다.

  - 첩 며느리 : 서련방(瑞連房) - 창기(몸 파는 창녀) 출신
    - 손자 : 만종(萬宗) - 승려(최항의 친형)
    - 손자 : 최항(崔沆, 1209~1257)

  - 차남 : 최향(崔珦, 1168~1230)[13]
  - 장녀 : 우봉 최씨(牛峰崔氏), 최충헌보다 먼저 사망하였다.
  - 사위 : 임효명(任孝明,이칭 任孝順), 문하시중 임원후(任元厚)의 손자이며 문하시랑평장사 임유(任濡)의 아들이다.
- 부인 : 정화택주 왕씨(靜和宅主 王氏) 강종(康宗, 1152~1213)의 딸, 고종(高宗,1192~1259)의 누이
  - 3남 : 최구(崔球)[10]
  - 4남 : 조계종(曹溪宗) 승려로 출가, 최충헌 묘지명에는 조계종 승려로 출가했다 하며 이름은 전하지 않는다.
- 부인 : 수성택주 임씨(綏成宅主 任氏)- 문하시중 임원후(任元厚)의 손녀,이부시랑(吏部侍郞)임부(任溥)의 딸이다. 최충헌이 정변을 일으키고 남편 손홍윤 등을 죽이고 빼앗아 온 여인이다.
  - 5남 : 최성(崔星)[10] - 최전(崔瑼)으로 개명. 희종의 딸 덕창궁주와 결혼하였다.
- 부인 : 자운선((紫雲仙) - 이의민의 아들 이지순의 첩으로, 이지순을 죽이고 빼앗아온 여성이다.
- 사돈 : 정숙첨(鄭叔瞻) - 정숙첨은 최충헌의 며느리이었던 하동 정씨의 친부였고, 최충헌의 장남인 최우의 장인어른이여서 최충헌과 사돈으로써 친인척 관계를 좋게 맺었으나, 1217년에 최충헌을 죽이자고 하던 승군들의 반란 사건에 연루가 되어 참수형에 처할 위기에 처했졌으나, 최충헌의 아들 최우가 간곡한 부탁과 살려달라고 애걸복걸해서 목숨을 살려주고 고려군의 총사령관의 직책을 보직해임하고 전라도 하동으로 유배를 가게 되었다.

- 장인 : 송청(宋淸) 지추밀원사 역임
- 외조부 : 류정선(柳挺先)
  - 외삼촌 : 서산인 류숙(柳淑)
  - 외숙모 겸 누이 : 우봉 최씨, 외삼촌과 결혼하였다.

## 최충헌이 등장한 작품
- 《무인시대》(KBS 드라마, 2003년~2004년, 배우:김갑수 류덕환 강재
- 《무신》(MBC 드라마, 2012년~2012년, 배우:주현)

## 기타
자신의 권력에 도전하거나 반발했던 동생 최충수를 처형하고, 외조카인 박진재를 유배보냈으며, 정적이었던 손홍윤을 죽이고 그의 아내 임씨를 데려다 첩으로 삼았다. 임씨를 첩으로 삼은 배경에는 동사강목에 의하면 '임씨는 장군 손홍윤(孫洪胤)의 아내였는데, 충헌이 홍윤을 살해한 뒤 그가 아름답다는 말을 듣고 차지하였다'는 것이다.
1196년 3월에는 보현사의 승려들이 무신정권을 타도하려는 반란을 일으켰다가 사전에 이를 접하고, 승려들을 살해함과 동시에 이강제, 문득려, 이인성, 이순우 등 기타 문,무신들 30여명을 인은관(仁恩館)에 가두었다가 살해하였다.
명종을 폐위하는 과정에서 자신에게 불복하던 두경승을 유배보내기도 했다.

## 평가
1217년(고종 4년) 자신을 암살하려는 흥왕사(興王寺) 승려들의 음모를 적발, 처형한 후로는 반대파를 대량 숙청하고 백성들에 대한 횡포가 심해지기는 했다. 그러나 민란을 잘 진압하여 기강의 확립, 풍속의 순화, 문운의 재흥 등 치적을 많이 쌓았다.
그는 고려 474년 역사상 가장 강력한 무인 정치자로, 생전에 왕을 능가하는 권력을 누렸다. 그는 비슷한 시기에 일본 최초의 무인 정권 가마쿠라 막부를 출범한 미나모토노 요리토모와 유사하다. 최충헌과 미나모토노 요리토모는 각각 한국과 일본에서 무인정권을 출범하였고, 권력의 장악을 위해 각각 친동생인 최충수와 미나모토노 요시쓰네를 제거하였으며, 자식에게 정권을 세습하여 수 십년간 정권이 이어진다는 유사점을 가진다. 또한, 고구려의 연개소문, 일본의 도쿠가와 이에야스와 흡사하다. 그의 후처였던 왕씨는 강종의 서녀로 정화택주(靜和宅主)에 임명되었으며, 역시 후처였던 임부(任溥)의 딸 또한 수성택주(綏成宅主)의 작위를 받았다. (미나모토노 요리토모 내용 참조)

## 기타
다른 무인지도자들과는 달리 문신들을 적극 중용하여 형식적으로는 문치정권을 가장하였다.

## 같이 보기
- 무신정권
- 이의민
- 이의방
- 정중부
- 경대승
- 두경승
- 정순왕후
- 고종
- 강종
- 최우
- 최충수